# Aloïs Delsupehe
Aloïs Delsupehe (Balen, 29 december 1898 – Genk, 8 november 1979) was een Belgisch politicus. Hij was burgemeester van Balen.

## Levensloop
Delsupehe werd na de verkiezingen van 1938 benoemd tot burgemeester van Balen. Voordien was hij verkozen tot schepen. Hij bleef burgemeester tijdens de Tweede Wereldoorlog. Hij werd na de gemeenteraadsverkiezingen van 1946 opgevolgd door Egied Wouters.